# Jon Jones
Jonathan Dwight "Jon" Jones (n. 19 iulie 1987, Rochester, New York, SUA) este un fost luptător american de arte marțiale mixte care a concurat între 2008 și 2025. În timpul carierei sale în Ultimate Fighting Championship (UFC), a fost campion la categoria semigrea din 2011 până în 2015 și din 2018 până în 2020, campion la categoria grea din 2023 până în 2025, precum și campion interimar la categoria semigrea în 2016. Este al optulea luptător UFC care deține titluri în două categorii de greutate diferite și al patrulea care își apără titlurile în două categorii de greutate diferite. Jones este considerat unul dintre cei mai mari artiști marțiali mixti din toate timpurile.
Jones a devenit cel mai tânăr campion din istoria UFC după victoria sa la categoria semigrea împotriva lui Maurício Rua la vârsta de 23 de ani. Deține numeroase recorduri în UFC la categoria semigrea, inclusiv cele mai multe apărări ale titlului, cele mai multe victorii și cea mai lungă serie de victorii. De asemenea, este singurul luptător care a învins vreodată cinci foști campioni UFC consecutiv. În mare parte din timpul domniei sale de campion, Jones a fost considerat cel mai bun luptător pound-for-pound din lume și a petrecut un număr record de 1.743 de zile pe locul 1 în clasamentul pound-for-pound din UFC. Niciodată oprit și nici depășit în scoruri în timpul carierei sale, singura înfrângere profesională a lui Jones este o descalificare controversată împotriva lui Matt Hamill; un rezultat contestat de Hamill și președintele UFC, Dana White.
Între 2015 și 2017, Jones a fost implicat în mai multe controverse și și-a pierdut titlul la categoria semigrea de trei ori ca urmare a unor măsuri disciplinare. A fost deposedat pentru prima dată de titlu și eliminat din clasamentul oficial de către UFC în 2015, după ce a fost arestat pentru acuzații de accident cu fuga. Revenirile sale ulterioare în UFC din 2016 și 2017 i-au adus victorie în luptele pentru titlu împotriva lui Ovince Saint Preux și Daniel Cormier, dar ambele au fost întrerupte de faptul că Jones a fost testat pozitiv pentru substanțe interzise și a primit noi suspendări, victoria din urmă fiind anulată. După ce suspendarea din 2017 a fost ridicată, Jones a recuperat campionatul învingându-l pe Alexander Gustafsson în 2018, titlu pe care l-a deținut până când l-a abandonat voluntar în 2020. Jones a petrecut trei ani departe de sport înainte de a reveni în 2023 pentru a câștiga titlul la categoria grea împotriva lui Ciryl Gane, apărându-l ulterior împotriva lui Stipe Miocic și menținându-l până la retragerea sa în 2025.

## Rezultate în MMA
| Rezultate profesioniste |             |              |
| 30 meciuri              | 28 victorii | 1 înfrângeri |
| Prin knockout           | 11          | 0            |
| Prin predare            | 7           | 0            |
| La puncte               | 10          | 0            |
| Prin discualificare     | 0           | 1            |
| Nu s-a disputat         | 1           | 1            |

| Rezultat   | La general | Adversar             | Metodă                                      | Eveniment                                 | Data               | Runda | Timp | Locația                                  | Note |
| ---------- | ---------- | -------------------- | ------------------------------------------- | ----------------------------------------- | ------------------ | ----- | ---- | ---------------------------------------- | --- |
| Victorie   | 28–1 (1)   | Stipe Miocic         | TKO (lovitură giratorie de picior și pumni) | UFC 309                                   | 16 noiembrie 2024  | 3     | 4:29 | New York City, New York, SUA             | Apără centura UFC Heavyweight Championship. A doborât recordul general de apărări a unui titlu în istoria UFC (12). Performance of the Night. Ulterior, a renunțat la titlu după ce a decis să se retragă. |
| Victorie   | 27–1 (1)   | Ciryl Gane           | Predare (guillotine choke)                  | UFC 285                                   | 4 martie 2023      | 1     | 2:04 | Las Vegas, Nevada, SUA                   | Debutează în categoria grea. Câștigă centura vacantă UFC Heavyweight Championship. Performance of the Night.                                                                                               |
| Victorie   | 26–1 (1)   | Dominick Reyes       | Decizie (unanimă)                           | UFC 247                                   | februarie 8, 2020  | 5     | 5:00 | Houston, Texas, United States            | Apără UFC Light Heavyweight Championship. |
| Victorie   | 25–1 (1)   | Thiago Santos        | Decizie (split)                             | UFC 239                                   | 6 iulie 2019       | 5     | 5:00 | Las Vegas, Nevada, United States         | Apără UFC Light Heavyweight Championship. |
| Victorie   | 24–1 (1)   | Anthony Smith        | Decizie (unanimă)                           | UFC 235                                   | 2 martie 2019      | 5     | 5:00 | Las Vegas, Nevada                        | Apără UFC Light Heavyweight Championship. |
| Victorie   | 23–1 (1)   | Alexander Gustafsson | TKO (pumni)                                 | UFC 232                                   | 29 decembrie 2018  | 3     | 2:02 | Inglewood, California                    | Câștigă UFC Light Heavyweight Championship vacant. |
| NC         | 22–1 (1)   | Daniel Cormier       | NC (overturned)                             | UFC 214                                   | 29 iulie 2017      | 3     | 3:01 | Anaheim, California, United States       | Pentru UFC Light Heavyweight Championship. Victorie inițială prin KO (lovitură la cap și pumni) pentru Jones; rezultat schimbat și apoi deposedat de titlu după ce a testat pozitiv pentru Turinabol.      |
| Victorie   | 22–1       | Ovince Saint Preux   | Decizie (unanimă)                           | UFC 197                                   | 23 aprilie 2016    | 5     | 5:00 | Las Vegas, Nevada, United States         | Câștigă titlul interimar UFC Light Heavyweight Championship. |
| Victorie   | 21–1       | Daniel Cormier       | Decizie (unanimă)                           | UFC 182                                   | 3 ianuarie 2015    | 5     | 5:00 | Las Vegas, Nevada, United States         | Apără UFC Light Heavyweight Championship later stripped; Fight of the Night |
| Victorie   | 20–1       | Glover Teixeira      | Decizie (unanimă)                           | UFC 172                                   | 26 aprilie 2014    | 5     | 5:00 | Baltimore, Maryland, United States       | Apără UFC Light Heavyweight Championship. |
| Victorie   | 19–1       | Alexander Gustafsson | Decizie (unanimă)                           | UFC 165                                   | 21 septembrie 2013 | 5     | 5:00 | Toronto, Ontario, Canada                 | Apără UFC Light Heavyweight Championship. Fight of the Night. |
| Victorie   | 18–1       | Chael Sonnen         | TKO (lovituri de cot și pumni)              | UFC 159                                   | 27 aprilie 2013    | 1     | 4:33 | Newark, New Jersey, United States        | Apără UFC Light Heavyweight Championship. |
| Victorie   | 17–1       | Vitor Belfort        | Predare (americana)                         | UFC 152                                   | 22 septembrie 2012 | 4     | 0:54 | Toronto, Ontario, Canada                 | Apără UFC Light Heavyweight Championship. Submission of the Night. |
| Victorie   | 16–1       | Rashad Evans         | Decizie (unanimă)                           | UFC 145                                   | 21 aprilie 2012    | 5     | 5:00 | Atlanta, Georgia, United States          | Apără UFC Light Heavyweight Championship. |
| Victorie   | 15–1       | Lyoto Machida        | Predare tehnică (standing guillotine choke) | UFC 140                                   | 10 decembrie 2011  | 2     | 4:26 | Toronto, Ontario, Canada                 | Apără UFC Light Heavyweight Championship. Fight of the Night. |
| Victorie   | 14–1       | Quinton Jackson      | Predare (rear-naked choke)                  | UFC 135                                   | 24 septembrie 2011 | 4     | 1:14 | Denver, Colorado, United States          | Apără UFC Light Heavyweight Championship. Fight of the Night. |
| Victorie   | 13–1       | Maurício Rua         | TKO (pumni și lovituri de genunchi)         | UFC 128                                   | 19 martie 2011     | 3     | 2:37 | Newark, New Jersey, United States        | Câștigă UFC Light Heavyweight Championship. |
| Victorie   | 12–1       | Ryan Bader           | Predare (guillotine choke)                  | UFC 126                                   | 5 februarie 2011   | 2     | 4:20 | Las Vegas, Nevada, United States         | Submission of the Night. |
| Victorie   | 11–1       | Vladimir Matyushenko | TKO (lovituri de cot)                       | UFC Live: Jones vs. Matyushenko           | 1 august 2010      | 1     | 1:52 | San Diego, California, United States     | |
| Victorie   | 10–1       | Brandon Vera         | TKO (lovitură de cot și pumni)              | UFC Live: Vera vs. Jones                  | 21 martie 2010     | 1     | 3:19 | Broomfield, Colorado, United States      | Knockout of the Night. |
| Înfrângere | 9–1        | Matt Hamill          | Descalificare (12-6 elbows)                 | The Ultimate Fighter: Heavyweights Finale | 5 decembrie 2009   | 1     | 4:14 | Las Vegas, Nevada, United States         | |
| Victorie   | 9–0        | Jake O'Brien         | Predare (guillotine choke)                  | UFC 100                                   | 11 iulie 2009      | 2     | 2:43 | Las Vegas, Nevada, United States         | |
| Victorie   | 8–0        | Stephan Bonnar       | Decizie (unanimă)                           | UFC 94                                    | 31 ianuarie 2009   | 3     | 5:00 | Las Vegas, Nevada, United States         | |
| Victorie   | 7–0        | André Gusmão         | Decizie (unanimă)                           | UFC 87                                    | 9 august 2008      | 3     | 5:00 | Minneapolis, Minnesota, United States    | |
| Victorie   | 6–0        | Moyses Gabin         | TKO (pumni)                                 | Battle Cage Xtreme 5                      | 12 iulie 2008      | 2     | 1:58 | Atlantic City, New Jersey, United States | Won the USKBA Light Heavyweight Championship. |
| Victorie   | 5–0        | Parker Porter        | KO (pumn)                                   | World Championship Fighting 3             | 20 iunie 2008      | 1     | 0:36 | Wilmington, Massachusetts, United States | |
| Victorie   | 4–0        | Ryan Verrett         | TKO (pumni)                                 | USFL: War in the Woods 3                  | 9 mai 2008         | 1     | 0:14 | Ledyard, Connecticut, United States      | |
| Victorie   | 3–0        | Anthony Pina         | Predare (guillotine choke)                  | Ice Fighter                               | 25 aprilie 2008    | 1     | 1:15 | Worcester, Massachusetts, United States  | |
| Victorie   | 2–0        | Carlos Eduardo       | KO (pumn)                                   | Battle Cage Xtreme 4                      | 19 aprilie 2008    | 3     | 0:24 | Atlantic City, New Jersey, United States | |
| Victorie   | 1–0        | Brad Bernard         | TKO (pumni)                                 | FFP: Untamed 20                           | 12 aprilie 2008    | 1     | 1:32 | Boxborough, Massachusetts, United States | |

## Legături externe
- Jonny Bones Jones Official Site
- Jon Jones pe UFC.com
- Rezultate profesioniste în MMA pentru Jon Jones la Sherdog
- Jon Jones profile at the National Wrestling Hall of Fame